# Klebæk Høje
Klebæk Høje eller Bækkemonumentet er en lille gruppe fortidsminder ved Hærvejen omtrent 1 km nord for Bække, bestående af to bronzealdergravhøje og en 45 m lang skibssætning fra vikingetiden. Skibssætningens vestlige ende udgøres af runestenen Bække-stenen 2.
Nationalmuseet udgravede skibssætningen i 1957-1958, men fandt kun en grav med en stump jern og lidt lerskår. Af de oprindelige 60 sten er der kun 9 tilbage. De manglende sten blev efter udgravningen markeret med mindre sten, som igen i 2011 blev erstattet med stålplader. Hærvejen gik på et tidspunkt tværs gennem skibssætningen, hvilket endnu kan anes i terrænet.